# 胡进洁
胡进洁勋爵（Sir George William Hunter；喬治·威廉·亨特，1861年—1946年12月20日）是一位中国内地会传教士，在中国新疆传教57年。
1861年，胡进洁出生在苏格兰金卡丁郡（Kincardineshire），幼年丧母，年轻时，情侣杰西在22岁去世，安葬在阿伯丁，此后胡进洁便献身传教事业。1889年来到中国，先在甘肃传教，1906年进入新疆迪化，以后一直留在那里。他在中国传教57年，只在1900年回国一次。他将圣经翻译成各种民族的语言，印刷量很小，
1934年，新疆督办盛世才借助苏联红军的力量打败了马仲英，开始在新疆推行“反帝亲苏”政策，1935年，他驱逐了在新疆的各国传教士，胡进洁则被控以间谍罪名加以逮捕。
1946年12月20日，胡进洁在中国甘肃省張掖市去世。

## 传记
- 盖群英、冯贵石：新疆使徒胡进洁（1948）
- B.V. Henry, Fakkelbæreren til de ukjente: pionermisjonæren 胡进洁i.中亚, 奥斯陆 :Lunde (2001)